# ایرنه ده کوک
ایرنه ده کوک (هلندی: Irene de Kok؛ زادهٔ ۲۰ اوت ۱۹۶۳) جودوکار زن اهل هلند بود.
وی در مسابقات کشوری و بین‌المللی در مجموع برندهٔ ۵ مدال طلا، ۱ مدال نقره، ۴ مدال برنز شده‌است.